# Bill Goldberg
William Scott "Bill" Goldberg, född 27 december 1966 i Tulsa i Oklahoma, är en amerikansk fribrottare som tillhörde WCW och WWE. Goldberg är en före detta amerikansk fotbollsspelare, som är TV-kändis och skådespelare. I slutet av 1990-talet och början av 2000-talet var han en av de populäraste utövarna inom amerikansk fribrottning.

## Filmer
- Universal Soldier: The Return som "Romeo" (1999)
- Ready to Rumble som sig själv (2000)
- Looney Tunes: Back in Action som "Mr. Smith" (2003)
- The Longest Yard som "Battle" (2005)
- Santa's Slay som "Santa Claus" (2005)
- The Kid & I som sig själv (2005)
- Half Past Dead 2 som "Burke" (2007)
- Ready to Rumble som sig själv